# David Romer (Skilangläufer)
David Romer (* 21. August 1978) ist ein ehemaliger Schweizer Skilangläufer.

## Werdegang
Romer, der für den Arve Mols startete, lief im Februar 2000 in Ulrichen sein erstes Weltcuprennen, welches er auf dem 68. Platz über 10 km Freistil beendete. In der Saison 2002/03 erreichte er in Campra mit dem zweiten Platz über 10 km klassisch seine erste Podestplatzierung im Continental Cup und mit dem 32. Rang in Otepää sein bestes Einzelergebnis im Weltcup. Bei den Schweizer Meisterschaften 2003 im Lötschental holte er in der Doppelverfolgung seinen einzigen Einzeltitel bei Schweizer Meisterschaften und wurde daraufhin für die Nordischen Skiweltmeisterschaften 2003 im Val di Fiemme nominiert. Dort belegte er den 35. Platz über 15 km klassisch und den 29. Rang im 30-km-Massenstartrennen. Bei den Schweizer Meisterschaften 2005 gewann er Bronze mit der Staffel. In der Saison 2005/06 wurde er Schweizer Meister mit der Staffel vom Arve Mols und errang beim Alpencup in St. Ulrich am Pillersee den dritten Platz über 10 km klassisch.